# Apache Xalan
Apache Xalan（アパッチ ザラン）は、XML文書のXSLT変換とXPath検索を実装しているソフトウェアであり、Apacheソフトウェア財団の Apache Xalan プロジェクトにより開発されている。このプロジェクトは、以前は Apache XML プロジェクトのサブプロジェクトであったが、現在はApacheソフトウェア財団のトップレベルプロジェクトとなっており、同財団で自らの権限で活動している。Xalanは、Apacheライセンスによるオープンソースのソフトウェアである。IBM/LotusからApacheソフトウェア財団に寄贈されたLotusXSLという実装がもとになっている。
Xalanは、Java向けの実装とC++向けの実装が提供されている。